# 클래식 (영화)
《클래식》은 손예진, 조승우, 조인성이 주연을 맡은 곽재용 감독의 영화이다. 유영석이 작곡한 〈사랑하면 할수록〉과 자전거 탄 풍경이 부른 〈너에게 난, 나에게 넌〉이 영화의 OST로 쓰였다. 손예진은 윤지혜의 어머니인 성주희와 지혜 역을 동시에 연기했다. 조승우는 어머니 성주희의 첫사랑 오준하를, 조인성은 딸 윤지혜의 첫사랑 오상민을 연기했다.

## 줄거리
이 영화는 엄마와 딸의 평행적인 사랑 이야기를 들려준다. 어머니의 이야기는 부분적으로 플래시백으로 전달된다.
영화는 현재 시점에서 시작한다. 딸 지혜(손예진)는 집안 청소를 하던 중 낡은 편지가 가득한 상자와 엄마 주희(손예진)의 이야기가 적힌 일기장을 발견한다. 영화에서 주기적으로 지혜는 이 편지들 중 하나를 읽고 어머니의 이야기가 나오는 플래시백 장면을 시작한다. 이러한 회상은 지혜가 학교 연극부와 관련된 동료 학생 상민(조인성)에게 빠지는 자신의 이야기와 얽혀 있다.
영화는 두 사람의 관계에 대한 이야기를 들려준다. 엄마 주희는 어느 여름날 학생 신분으로 시골에 갔다가 준하(조승우)를 만난다. 그들은 함께 시골을 탐험하며 둘 다 항상 그들의 특별한 장소로 기억할 강 근처에서 놀고 있다. 폭풍이 시작되면 그들은 함께 나무 아래로 대피하지만 주희가 발목을 비틀고 무력해지기 전에는 그렇지 않는다. 준하는 그녀를 등에 업고 집으로 고군분투하지만 화난 그녀의 부모와 마주하게 된다. 헤어지기 전 주희는 주희에게 목걸이를 건넨다.
안타깝게도 마음의 일에서 자주 발생하는 것처럼 제3자가 그들의 관계가 깊어지는 것을 막는다. 주희는 부모님으로부터 준하의 친구인 태수에게 신부가 되기로 약속받았다. 그러나 숭고한 친구 태수는 주희와 준하가 서로에게 끌린다는 사실을 알게 되고, 편지에 준하 대신 자신의 이름을 쓰게 함으로써 두 사람의 은밀한 소통을 돕는다. 그러나 이를 알게 된 태수의 아버지는 태수를 때린다. 태수는 두 친구가 함께하기 위해 자살을 시도하지만 실패한다.
한편 현재 지혜는 친구인 수경도 관심을 보이는 상민에게 반하지만 눈치를 주지 않는 듯하다. 그런 다음 달콤한 장면에서 그들은 같은 나무 아래에서 함께 비를 피한다. 그는 코트를 사용하여 둘 다 덮고 그녀가 가야 할 곳으로 안내한다. 마법 같은 순간은 그의 도움이 그의 관대 한 성격 때문이지 그의 그녀에 대한 감정 때문이 아니라고 느끼기 때문에 아무데도 가지 않는다.
과거로 돌아가 친구의 자살미수와 주희 자신의 죄책감에 죄책감에 휩싸인 준하. 더 이상 자신에게 상처를 주지 않기로 결심한 준하는 군에 입대해 베트남으로 간다. 그곳에서 주희가 준 목걸이를 찾으려다 시력을 잃는다. 한국으로 돌아온 그는 주희를 다시 만나고 자신의 실명을 숨기려 애쓰며 그녀가 인생을 계속할 수 있기를 바라며 결혼했다고 확신한다. 그들의 관계가 계속될 수 없다는 마음이 아팠지만 그녀는 결국 준하의 친절한 친구인 태수와 결혼한다. 몇 년 동안 결혼 생활을 하고 어린 딸(지혜)을 낳은 후 주희는 준하의 친구들에게 다가가는데, 준하의 마지막 소원은 주희가 유골을 강에 뿌리는 것이다. 그러다가 준하가 결혼하지 않았다는 사실을 알게 되지만 나중에 태수와 주희가 결혼한 후에 결혼했다. 그녀는 그에게도 아들이 있다고 들었다. 비탄이 너무 커서 그녀는 운다.
현재, 지혜 자신의 이야기가 펼쳐진다. 상민은 지혜에 대한 자신의 진심을 드러낸다. 또한 폭풍우가 치는 동안 그들이 함께 대피한 것은 우연이 아니었음이 밝혀졌다. 그는 나무 아래에서 그녀와 합류할 수 있도록 일부러 가게에 우산을 남겨둔 것이다. 그러던 중 지혜가 생각에 잠겨 어머니의 사연을 털어놓자 눈물이 흘러내린다. 조용히 그는 목에 두른 목걸이를 들어 그녀의 목걸이에 걸었다. 지혜의 엄마 주희가 준하를 만났을 때 주었던 목걸이다. 원이 완성되었다. 주희의 딸과 준하의 아들이 사랑에 빠진다.

## 출연진

### 주연
- 손예진 ... 성주희 / 윤지혜 역
- 조승우 ... 오준하 역
- 조인성 ... 오상민 역

### 출연
- 이기우 ... 윤태수 역
- 서영희 ... 나희 역
- 이상인 ... 수경 역
- 양현태 ... 석우 역
- 김병옥 ... 담임 역
- 이승철 ... 윤태수 아버지 역
- 현숙희 ... 윤태수 어머니 역
- 한근욱 ... 성주희 아버지 역
- 이미숙 ... 성주희 어머니 역
- 최대웅 ... 성영감 역
- 김홍택 ... 베트남 고참 역
- 김정태 ... 시골친구 1 역
- 전정로 ... 시골친구 2 역
- 김미진 ... 포크댄스 선생님 역
- 이기문 ... 길수 역
- 이성훈 ... 놀이터 양아치 역
- 강성훈 ... 태권도 대련남 역
- 송윤희 ... 폐가 부랑자 역
- 오기환 ... 시골 우체부 역
- 신승수 ... 인터뷰 남 1 역
- 양윤모 ... 인터뷰 남 2 역
- 강원석 ... 베트남 전사병 역
- 이서 ... 수류탄 투척병 역
- 노경수 ... 베트남 동료 군인 1 역
- 한규태 ... 베트남 동료 군인 2 역
- 박소은 ... 어린 지혜 역
- 류종화 ... 카페 안 인형 만지는 꼬마 역
- 김광인 ... 교무실 손찌검 선생님 역
- 한정근 ... 자전거 탄 우체부 1 역
- 이주열 ... 자전거 탄 우체부 2 역
- 곽근화 ... 폐가 귀신 역
- 김성증 ... 우산 모자 대학생 역
- 안호완 ... 동전 던지는 교수 역
- 백종현 ... 지나가는 선생님 1 역
- 서거석 ... 지나가는 선생님 2 역
- 추현경 ... 손예진 태권도 (대역)
- 이지선 ... 고등학교 현악 4중주 - 바이올린 역
- 김주영 ... 고등학교 현악 4중주 - 비올라 역
- 김미향 ... 고등학교 현악 4중주 - 첼로 역
- 단경화 ... 대학교 현악 4중주 - 비올라 역
- 배성아 ... 대학교 현악 4중주 - 첼로 역
- 금동현 ... 마지막 잎새 공연 단원 - 베이먼 역
- 함인성 ... 마지막 잎새 공연 단원 - 죤시 역
- 이정미 ... 마지막 잎새 공연 단원 - 수잔 역
- 김장동 ... 마지막 잎새 공연 단원 - 의사 역
- 임효찬 ... 초월 연극 동아리 - 시라노 역
- 이현경 ... 초월 연극 동아리 - 록산느 / 오필리아 역
- 조태호 ... 초월 연극 동아리 - 죠단 역
- 권진영 ... 그 외 역
- 김현아 ... 그 외 역
- 공경선 ... 그 외 역
- 김성연 ... 그 외 역
- 박주영 ... 그 외 역
- 신진원 ... 그 외 역
- 한지수 ... 그 외 역
- 김선기 ... 그 외 역
- 김재성 ... 그 외 역
- 신병주 ... 그 외 역
- 권태진 ... 그 외 역
- 도우재 ... 그 외 역
- 최연화 ... 포크댄스 학생들 역
- 박정화 ... 포크댄스 학생들 역
- 정혜정 ... 포크댄스 학생들 역
- 윤혜진 ... 포크댄스 학생들 역
- 서가혜 ... 포크댄스 학생들 역
- 박선미 ... 포크댄스 학생들 역
- 최용 ... 포크댄스 학생들 역
- 정재준 ... 포크댄스 학생들 역
- 여준석 ... 포크댄스 학생들 역
- 김경남 ... 포크댄스 학생들 역
- 김문빈 ... 포크댄스 학생들 역
- 정광호 ... 포크댄스 학생들 역
- 이윤호 ... 포크댄스 학생들 역
- 박준호 ... 포크댄스 학생들 역
- 소재련 ... 포크댄스 학생들 역
- 김용운 ... 선도부장 역

### 특별출연
- 임예진 ... 매점언니 역
- 자전거 탄 풍경
- 송봉주
- 김형섭
- 강인봉

## 명대사
- "우산이 있는데 비를 맞는 사람이 어디 저 하나뿐인가요?" (지혜가 상민에게)
- "태양이 바다에 미광을 비추면 나는 너를 생각한다. 희미한 달빛이 샘물 위에 떠있으면 나는 너를 생각한다" (편지 속 시)
- 나 어때 보여? 나 지금 울고 있어, 눈물 안 보여? 왜 숨겼어 앞을 못 본다는거. (주희가 재회한 준하에게)
- 거의 완벽했는데, 해낼 수 있었는데. 어젯밤에 미리와서 연습 많이했었거든. (준하가 재회한 주희에게)

## 참고 사항
- 첫 시사회 직후 조인성 측은 조인성의 촬영 분량이 대부분 편집 되어 조연급의 비중이 된 것에 대해 불쾌함을 드러냈다. 조인성 측은 모든 홍보자료에 조인성을 '우정출연'으로 표현해달라 제작사 측에 항의 했으나 제작사 측에서 거절 하였고 조인성은 그대로 주연으로 표기되었다.[1] 조인성은 이후 인터뷰에서 자신의 촬영 분이 대폭 삭제된 것에 대해 "‘클래식’에 다시 출연한다면 그렇게 연기하진 않을 것 같다"라고 자신의 심경을 우회적으로 드러냈다.[2]
- 학교장 연설장면에서는 전두환정부를 언급하는데

이후에 박정희정부의 월남참전을 그렸다.
그리고 데모장면에서는 독재타도를 언급하는데 이는 다시 전두환정부를 연상시킨다.
대환장파티다.

## 수상 및 후보
| 연도 | 시상식(주최 기관)            | 부문                     | 수상작(자) | 결과 | 출처  |
| ---- | ---------------------------- | ------------------------ | ---------- | ---- | ----- |
| 2003 | 제2회 대한민국 영화대상      | 신인여우상               | 손예진     | 후보 | [ 3 ] |
| 2003 | 제2회 대한민국 영화대상      | 음악상                   | 조영욱     | 수상 | [ 4 ] |
| 2003 | 제24회 청룡영화상            | 감독상                   | 곽재용     | 후보 |       |
| 2003 | 제24회 청룡영화상            | 인기스타상               | 손예진     | 수상 |       |
| 2003 | 제39회 백상예술대상          | 영화부문 여자 신인연기상 | 손예진     | 수상 |       |
| 2003 | 제40회 대종상                | 신인여우상               | 손예진     | 수상 |       |
| 2003 | 제40회 대종상                | 여자 인기상              | 손예진     | 수상 | [ 5 ] |
| 2003 | 제11회 춘사영화상            | 조명상                   | 박현원     | 수상 |       |
| 2003 | 제11회 춘사영화상            | 음악상                   | 조영욱     | 수상 |       |
| 2004 | 제9회 모스크바국제사랑영화제 | 최우수 파트너상          | 손예진     | 수상 | [ 6 ] |
| 2004 | 제9회 모스크바국제사랑영화제 | 최우수 파트너상          | 조승우     | 수상 | [ 6 ] |